# Кочице
Кочице (словен. Kočice) су насељено мјесто у општини Жетале, Подравска регија, Словенија.

## Историја
До територијалне реорганизације у Словенији биле су у саставу старе општине Птуј.

## Становништво
У попису становништва из 2011. године, Кочице су имале 263 становника.
| Број становника према пописима | Број становника према пописима | Број становника према пописима |
| ------------------------------ | ------------------------------ | ------------------------------ |
| 1991                           | 2002                           | 2011                           |
| 277                            | 260                            | 263                            |